# 楊鳳翥
楊鳳翥（？—1630年），號六象，山東兖州府濟寧州人。明末官员。

## 生平
萬歷四十三年（1615年）乙卯科山東鄉試第十二名舉人，四十七年（1619年）己未科進士，兵部觀政，授真定府獲鹿縣知縣，执法强项，为權宦所中傷，天啓二年以考察去職。三年改補保定府儒學教授，四年升國子監助教，本年轉刑部河南司主事，五年恤刑山西，平反大辟二百余人，時論稱之。崇祯元年升员外郎，升郎中，升陕西西安府知府，次年卒于任。

## 家族
曾祖楊鍾，儒官。祖父楊油，中宪大夫。父楊春亨，增廣生。